# Фундуклеевка
Фундуклеевка (укр. Фундукліївка) — станция Одесской железной дороги в посёлке городского типа Александровка Кировоградской области Украины.

## История
Построена и сдана в промышленную эксплуатацию в 1876 году как промежуточная железнодорожная станция Одесской железной дороги на средства Ивана Фундуклея (1799—1880) — действительного тайного советника, киевского губернатора (1839—1852), историка и краеведа, владевшего во второй половине XIX века окрестными имениями и плодородными землями. Названа в его честь.
В 1878 году отнесена к Одесской дирекции Юго-Западных железных дорог Российской империи. Кирпичное здание вокзала с билетными кассами и залом ожидания построено в 1907 году по проекту архитектора Александра Вербицкого. В окрестностях станции были построены заводы шипучих вод, пивоваренный, кирпичный, сахарный, восемь ветряных и пять конных мельниц.
В начале XX века Фундуклеевка известна на юге Российской империи как крупный пункт отгрузки пшеницы, сахара и строительных материалов и как одна из самых длинных станций региона с большим количеством складов и пакгаузов. Наиболее крупными и известными были сахаро-песочные заводы: «Александровско-Екатерининский» Киевского товарищества Регирера и «Старо-Осотянский», принадлежавший известному в то время политику и предпринимателю Николе Терещенко.
В годы Гражданской войны — 4 августа 1919 года у станции состоялся бой бронепоезда Добровольческой армии «Генералъ Шкуро» и его поезда обеспечения с двумя бронепоездами Красной армии.
Здание железнодорожного вокзала было сильно разрушено в годы Великой Отечественной войны и восстановлено в 1946 году, неоднократно перестраивалось в советское время.

## Пассажирское движение
На станции останавливаются некоторые пассажирские поезда дальнего следования и все пригородные электропоезда.
| Перевозчик                 | Дистанция                                  | Направления и расписание |
| -------------------------- | ------------------------------------------ | ------------------------ |
| Украинская железная дорога | Дальнее следование и пригородное сообщение | Яндекс                   |